# ONE Conference
ONE Conference is een jaarlijkse internationale cybersecurityconferentie in het World Forum in de Nederlandse stad Den Haag. De tweedaagse bijeenkomst wordt georganiseerd door het Nationaal Cyber Security Centrum (NCSC) in samenwerking met het Nederlandse Ministerie van Economische Zaken en Klimaat, de Gemeente Den Haag en ECP – Platform voor de Informatiemaatschappij. Het evenement profileert zich als “Europa’s toonaangevende cybersecurityevenement” waar vakexperts uit bedrijfsleven, wetenschap en overheid actuele kennis, onderzoek en best‑practices delen.

## Geschiedenis
De oorsprong van de conferentie ligt in het Govcert‑symposium, dat in 2002 voor het eerst werd georganiseerd door de toenmalige computer emergency response dienst van de Nederlandse overheid. Sinds 2013 wordt het evenement onder de naam ONE Conference gehouden en groeide het, mede dankzij de Global Conference on Cyberspace (2015) en het Nederlandse EU‑voorzitterschap (2016), uit tot een internationaal ontmoetingspunt voor de cybersecuritygemeenschap.

## Programma en opzet
De ONE Conference duurt standaard twee dagen en bestaat uit een plenair programma, breakout‑sessies en lightning talks. Het programma is verdeeld over vijf thematische tracks: *Law Enforcement*, *Research*, *Governance*, *Technical* en het *Main Stage*. Elk jaar worden focusthema’s geprogrammeerd; in 2024 waren dat onder meer OT‑security, talentontwikkeling, geopolitiek en cybersecurity in Nederland. Daarnaast is er:
- een **Expo** waar (inter)nationale organisaties hun samenwerking tonen;
- de **ONE Talent Hub** voor ontmoetingen tussen studenten, young professionals en werkgevers;
- diverse side‑events in het kader van de Cyber Security Week in Den Haag. ([one-conference.nl](https://one-conference.nl/about/))

## Recente edities
| Jaar | Data                     | Locatie               | Opmerkingen                                                                 |
| ---- | ------------------------ | --------------------- | --------------------------------------------------------------------------- |
| 2023 | 3–4 oktober              | World Forum, Den Haag | Registratie opende in juni 2023; nadruk op publiek‑private samenwerking.    |
| 2024 | 1–2 oktober              | World Forum, Den Haag | Editie georganiseerd door NCSC, EZK, Gemeente Den Haag en ECP.              |
| 2025 | 30 september – 1 oktober | World Forum, Den Haag | Aangekondigde volgende editie, Call for Participation gesloten in mei 2025. |

## Organisatie
Het inhoudelijke programma wordt samengesteld door een programmacommissie waarin representanten van NCSC, het bedrijfsleven, kennisinstellingen en internationale partners zitting hebben. ECP verzorgt de logistieke uitvoering, terwijl de Gemeente Den Haag de conferentie inbedt in de bredere Cyber Security Week.

## Significantie
De ONE Conference geldt als een belangrijk platform voor publiek‑private samenwerking in cybersecurity. Deelnemers komen uit onder meer de CERT‑wereld, wetenschappelijke instellingen, wetshandhaving, inlichtingendiensten en (semi)publieke organisaties. Het evenement faciliteert kennisdeling, netwerkvorming en de presentatie van innovaties op het gebied van digitale veiligheid.